# Phosphoryl hóa oxy hóa

Phosphoryl hóa oxy hóa được tạo thành từ hai thành phần liên kết chặt chẽ với nhau: chuỗi vận chuyển điện tử và quá trình hóa thẩm. chuỗi vận chuyển điện tử trong tế bào là nơi xảy ra quá trình phosphoryl hóa oxy hóa. NADH và succinat được tạo ra trong chu trình axit citric bị oxy hóa, giải phóng năng lượng của O_{2} để cung cấp năng lượng cho ATP tổng hợp.

Phosphoryl hóa oxy hóa hoặc Phosphoryl hóa liên kết vận chuyển điện tử hoặc oxy hóa đầu cuối là con đường trao đổi chất trong đó tế bào sử dụng enzyme để oxy hóa chất dinh dưỡng, do đó giải phóng năng lượng hóa học để tạo ra adenosine triphosphate (ATP). Ở sinh vật nhân chuẩn, điều này diễn ra bên trong ti thể. Hầu như tất cả sinh vật hiếu khí đều thực hiện quá trình phosphoryl hóa oxy hóa. Con đường này rất phổ biến vì nó giải phóng nhiều năng lượng hơn các quá trình lên men thay thế như kỵ khí glycolysis.
Tnăng lượng được lưu trữ trong các liên kết hóa học của glucose được tế bào giải phóng trong chu trình acid citric tạo ra carbon dioxide, và năng lượng chất cho điện tử NADH và FADH. Phosphoryl hóa oxy hóa sử dụng các phân tử này và O2 để tạo ra ATP,được sử dụng khắp tế bào bất cứ khi nào cần năng lượng. Trong quá trình phosphoryl hóa oxy hóa, các electron được chuyển từ các chất cho điện tử sang một loạt chất nhận điện tử trong một chuỗi phản ứng oxy hóa khử kết thúc bằng oxy, phản ứng giải phóng một nửa tổng năng lượng.